# Campeonato Chileno de Futebol de 1983 - Segunda Divisão
O Campeonato Chileno de Futebol de Segunda Divisão de 1983 foi a 32ª edição do campeonato do futebol do Chile, segunda divisão, no formato "Primera B". Em turno e returno os 24 clubes jogam todos contra todos. Os quatro primeiros colocados são promovidos para o Campeonato Chileno de Futebol de 1984. Os dois últimos colocado iriam para o Campeonato Chileno de Futebol de 1984 - Terceira Divisão. 

## Participantes
| Equipe                | Cidade                     | Região                    | Em 1982   | Estádio                          | Capacidade | Títulos              | Participações |
| --------------------- | -------------------------- | ------------------------- | --------- | -------------------------------- | ---------- | -------------------- | ------------- |
| Cobresal              | El Salvador                | Atacama                   | 6º        | El Cobre                         | 8.000      | 0 (não possui)       | 4             |
| Coquimbo Unido        | Coquimbo                   | Coquimbo                  | 10º       | La Pampilla                      | ---        | 2 (1962, 1977)       | 18            |
| Curicó Unido          | Curicó                     | Maule                     | 6º (3ª)   | La Granja                        | 8.000      | 0 (não possui)       | 8             |
| Deportes Colchagua    | San Fernando               | Região de O'Higgins       | 16º       | Jorge Silva Valenzuela           | 7.200      | 0 (não possui)       | 24            |
| Deportes Concepción   | Concepción                 | Região de Bío-Bío         | 11º       | Municipal de Concepción          | 35.000     | 1 (1967)             | 3             |
| Deportes Laja         | Laja                       | Região de Bío-Bío         | 1º (3ª)   | Estádio Facela                   | 3.000      | 0 (não possui)       | 1             |
| Deportes La Serena    | La Serena                  | Região de Coquimbo        | 14º (1ª)  | La Portada                       | 18.500     | 1 (1957)             | 10            |
| Deportes Linares      | Linares                    | Região de Maule           | 18º       | Fiscal de Linares                | 7.000      | 0 (não possui)       | 23            |
| Deportes Ovalle       | Ovalle                     | Região de Coquimbo        | 17º       | Municipal de Ovalle              | 8.000      | 0 (não possui)       | 18            |
| Deportes Puerto Montt | Puerto Montt               | Região de Los Lagos       | Estreante | Regional de Chinquihue           | 5.300      | 0 (não possui)       | 1             |
| Deportes Valdivia     | Valdivia                   | Região de Los Lagos       | Estreante | Parque Municipal de Valdivia     | 5.300      | 0 (não possui)       | 1             |
| Deportes Victoria     | Victoria                   | Região de Araucanía       | 3º (3ª)   | Municipal de Victoria            | 3.000      | 0 (não possui)       | 1             |
| General Velásquez     | San Vicente de Tagua Tagua | Região de O'Higgins       | 5º (3ª)   | Municipal Augusto Rodríguez      | 3.000      | 0 (não possui)       | 1             |
| Iberia                | Los Ángeles                | Região de Bío-Bío         | 19º       | Municipal de Los Ángeles         | 5.000      | 0 (não possui)       | 29            |
| Lota Schwager         | Coronel                    | Região de Bío-Bío         | 13º       | Municipal Federico Schwager      | 18.500     | 1 (1969)             | 7             |
| Malleco Unido         | Angol                      | Região de Araucanía       | 21º       | Alberto Larraguibel Morales      | 2.345      | 0 (não possui)       | 10            |
| Ñuble Unido           | Chillán                    | Região de Bío-Bío         | 14º       | Bicentenário Nelson Oyarzún      | 12.000     | 1 (1976)             | 20            |
| Provincial Osorno     | Osorno                     | Região de Los Lagos       | Estreante | Rubén Marcos Peralta             | 12.000     | 0 (não possui)       | 1             |
| Quintero Unido        | Quintero                   | Região de Valparaíso      | 2º (3ª)   | Raúl Vargas Verdejo              | 2.500      | 0 (não possui)       | 1             |
| San Antonio Unido     | San Antonio                | Região de Valparaíso      | 8º        | Olegario Henríquez Escalante     | 2.000      | 0 (não possui)       | 22            |
| San Luis              | Quillota                   | Região de Valparaíso      | 9º        | Municipal Lucio Fariña Fernández | 7.500      | 3 (1955, 1958, 1980) | 19            |
| Santiago Morning      | Independencia              | Metropolitana de Santiago | 15º (1ª)  | Santa Laura                      | 22.375     | 2 (1959, 1974)       | 11            |
| Unión Santa Cruz      | Santa Cruz                 | Região de O'Higgins       | 4º (3ª)   | Joaquín Muñoz García             | 4.500      | 0 (não possui)       | 1             |
| Unión La Calera       | La Calera                  | Região de Valparaíso      | 12º       | Nicolás Chahuán Nazar            | 10.000     | 1 (1961)             | 16            |

## Campeão
| Campeão Chileno Segunda Divisão 1983                                                                  |
| --- |
| Club Deportes Cobresal (Localidade de El Salvador, na comuna de Diego de Almagro) (1º título) Campeão |